# Gorizont 30
O Gorizont 30 (também conhecido por Gorizont 42L, Rimsat 2, AsiaSat G e LMI-AP 2) foi um satélite de comunicação geoestacionário russo da série Gorizont que foi construído pela NPO PM, ele esteve localizado na posição orbital de 142,5 graus de longitude leste e foi inicialmente operado pela RSCC (Kosmicheskiya Svyaz), depois foi adquirida pela Rimsat e posteriormente o satélite foi transferido para a AsiaSat e finalmente adquirido pela LMI. O satélite foi baseado na plataforma KAUR-3 e sua expectativa de vida útil era de 3 anos.

## Lançamento
O satélite foi lançado com sucesso ao espaço no dia 20 de maio de 1994, abordo de um foguete Proton-K/Blok-DM-2 lançado a partir da Base de lançamento espacial do Cosmódromo de Baikonur, no Cazaquistão. Ele tinha uma massa de lançamento de 2.125 kg.

## Capacidade
O satélite era equipado com seis transponders em banda C e um em banda Ku que foram usados para fornecer telefone, telégrafo e serviços de comunicações via fax, além de retransmissão de TV e transmissões de rádio, bem como para apoio a comunicações internacionais.
O Gorizont 30 teve uma vida inteira de quase 10 anos, embora uma vida de serviço de apenas 5 anos fosse esperado. Com duas matrizes de grandes dimensões solares, capazes de gerar 1.3 kW de energia elétrica para os primeiras 3 anos.